# Ventainė

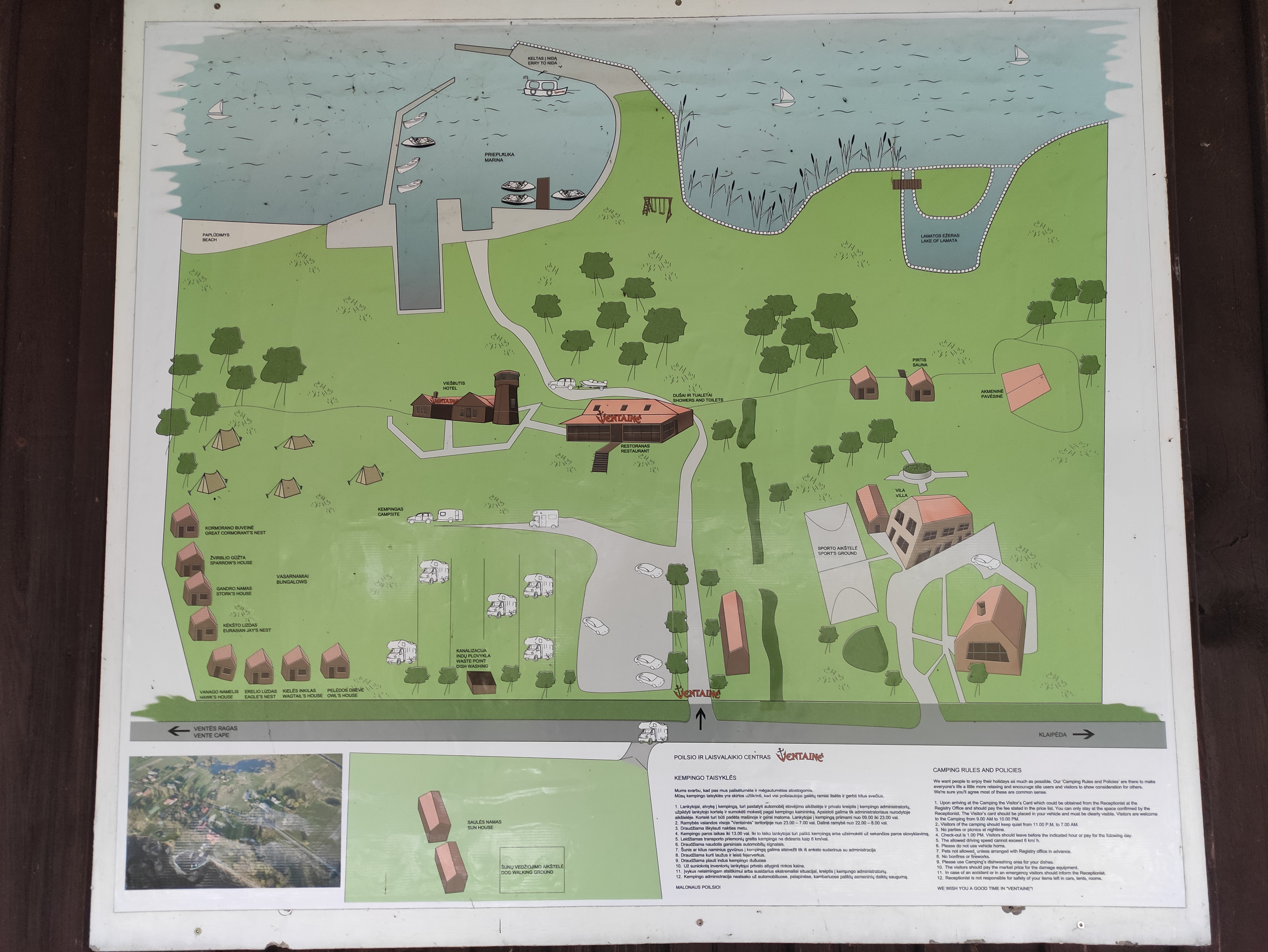

Ventainė je rybářská osada, kemp, pláž a přístav patřící k vesnici Ventė v severní části mysu Ventė (Ventės Ragas), na pobřeží Kuršského zálivu v Litvě. Místo se nachází v seniorátu Kintů v okrese Šilutė v Klajpėdském kraji.

## Další informace
Na místě se také nachází restaurace, pláž, možnost sportovního rybaření a přístav s molem. Ventainė poskytuje také plavby na Kuršskou kosu do přístavu Nida ve městě Nida v Národním parku Kuršská kosa. Ventainė leží v populárním Regionálním parku Delta Němenu (Nemuno deltos regioninis parkas). Kemp/autokemp nabízí také ubytování v chatkách, hotelové ubytování, půjčovnu lodí a dalších sportovních potřeb, saunu, restauraci aj. Přístav a jeho železobetonové molo jsou vhodné pro menší lodě s ponorem do 1 m a jsou monitorováné kamerami. Přes Ventainė vede také cyklotrasa a turistická trasa.

## Galerie

Ventainė v létě
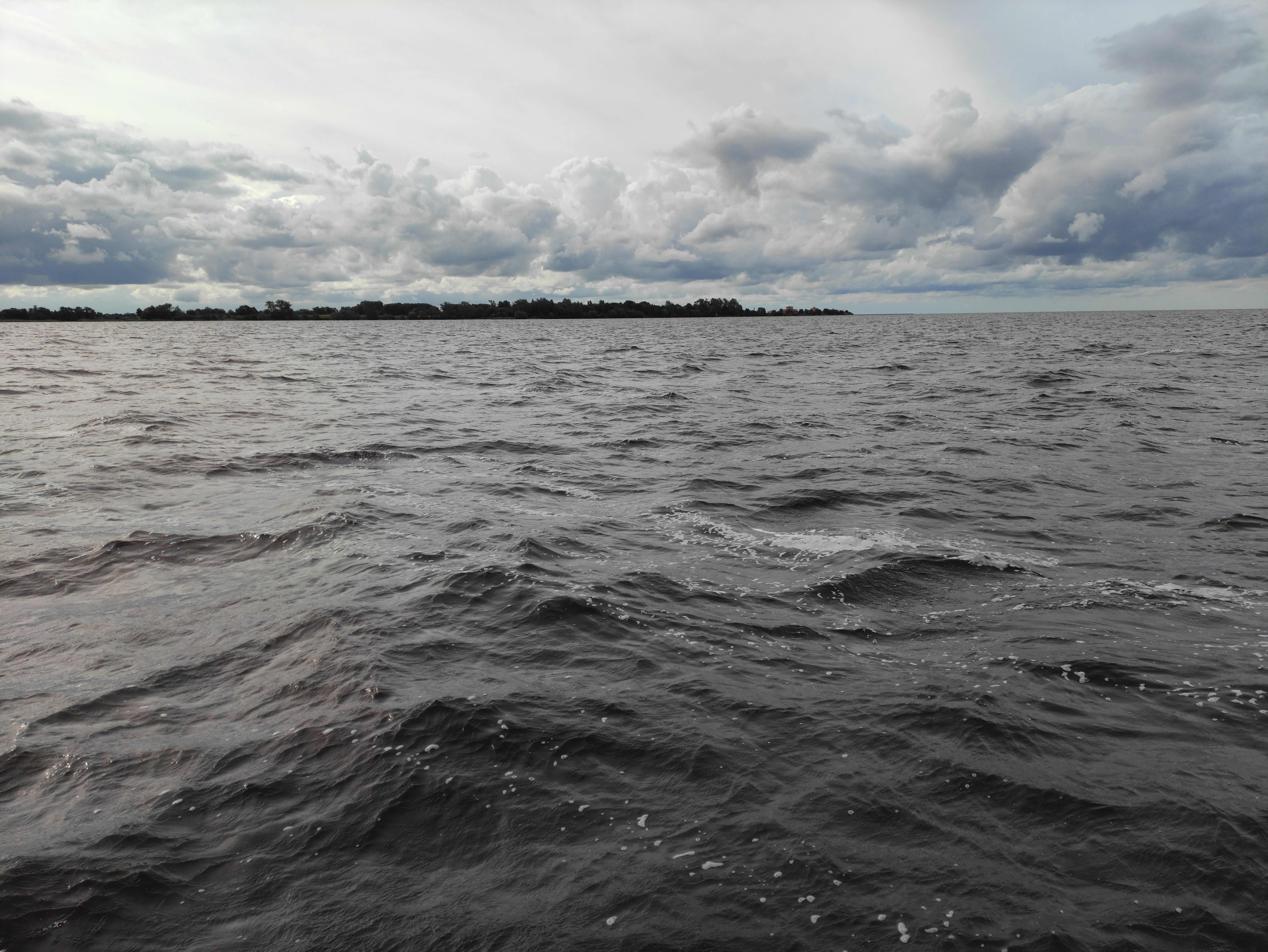
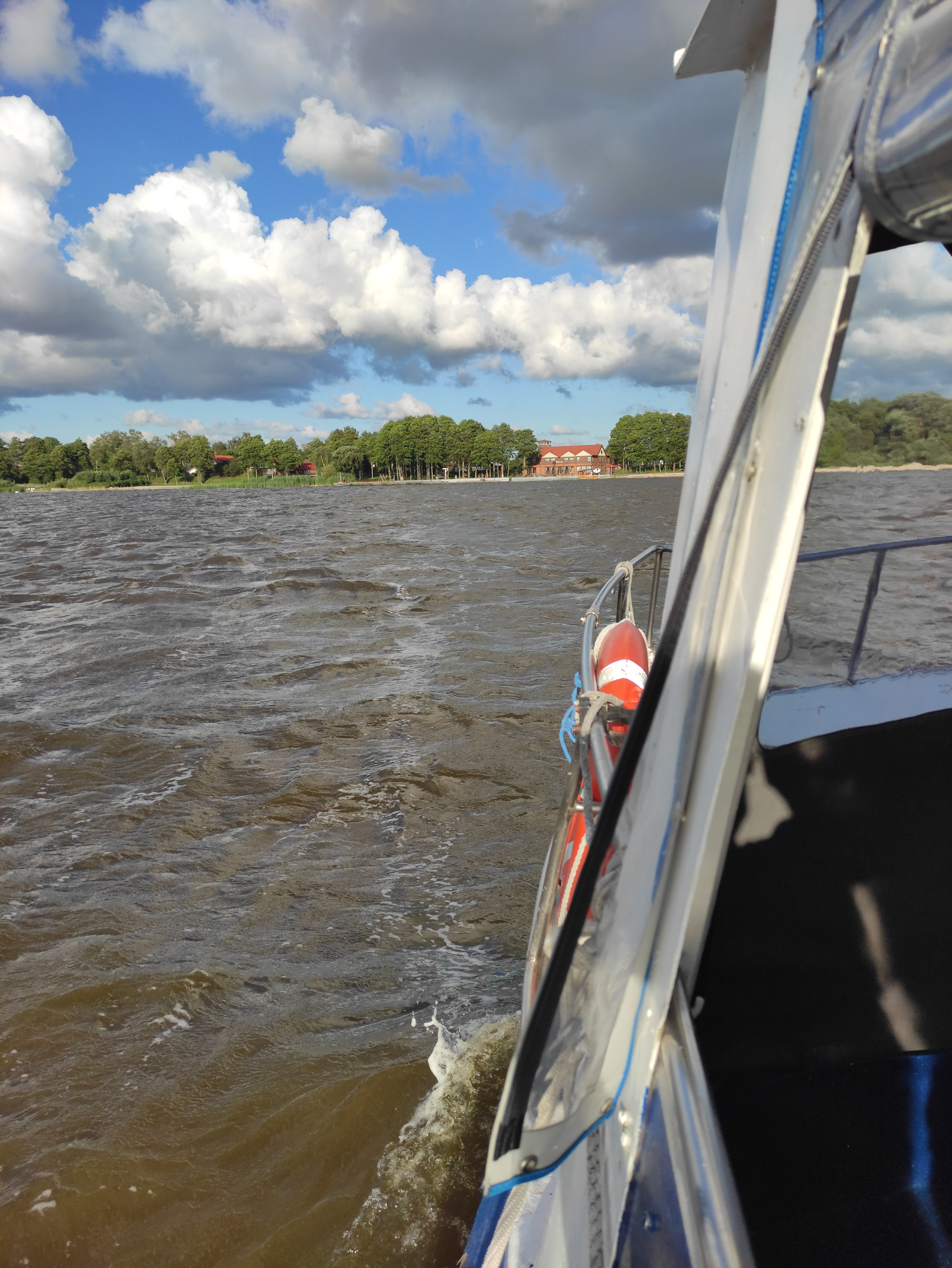
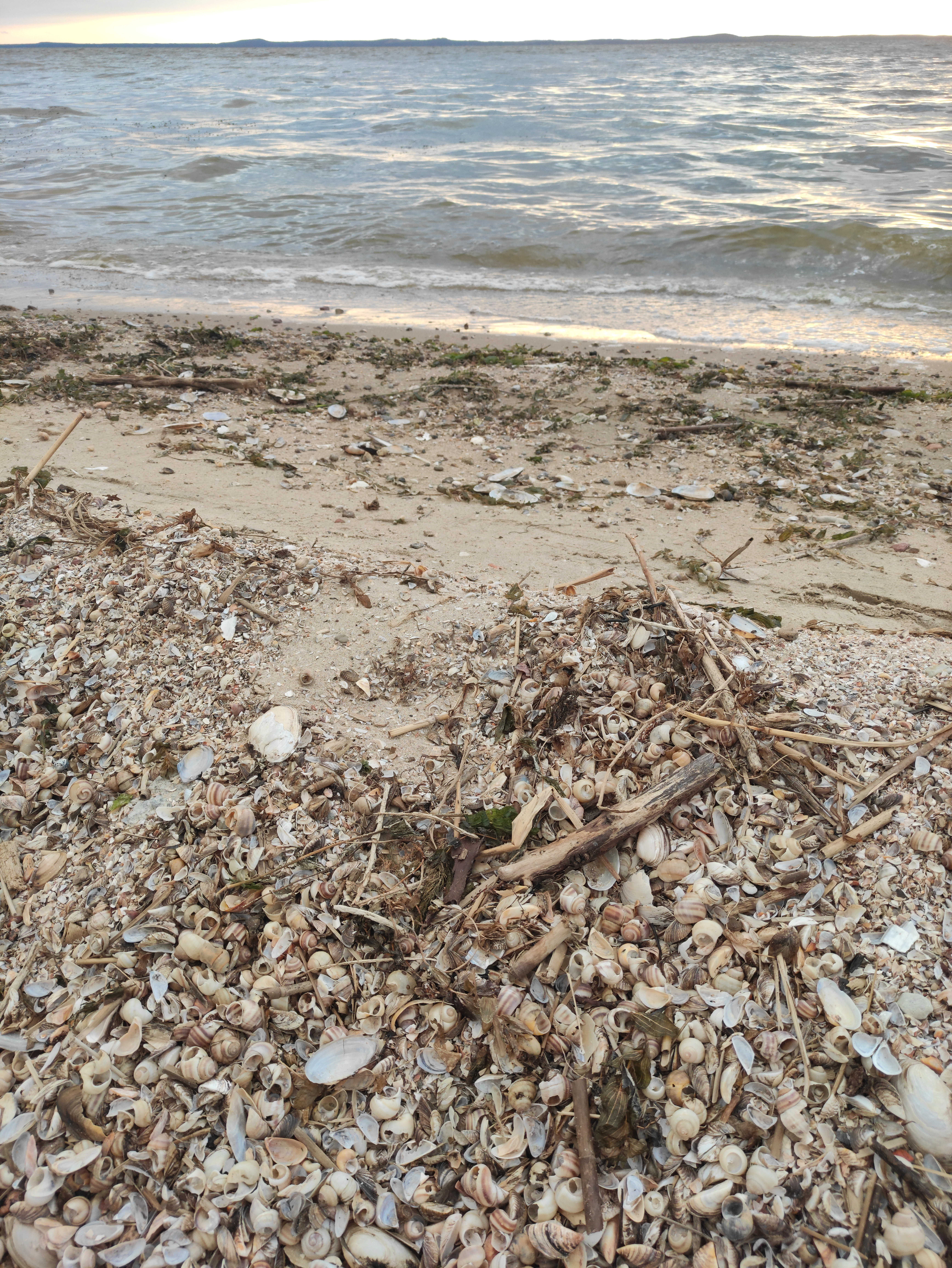
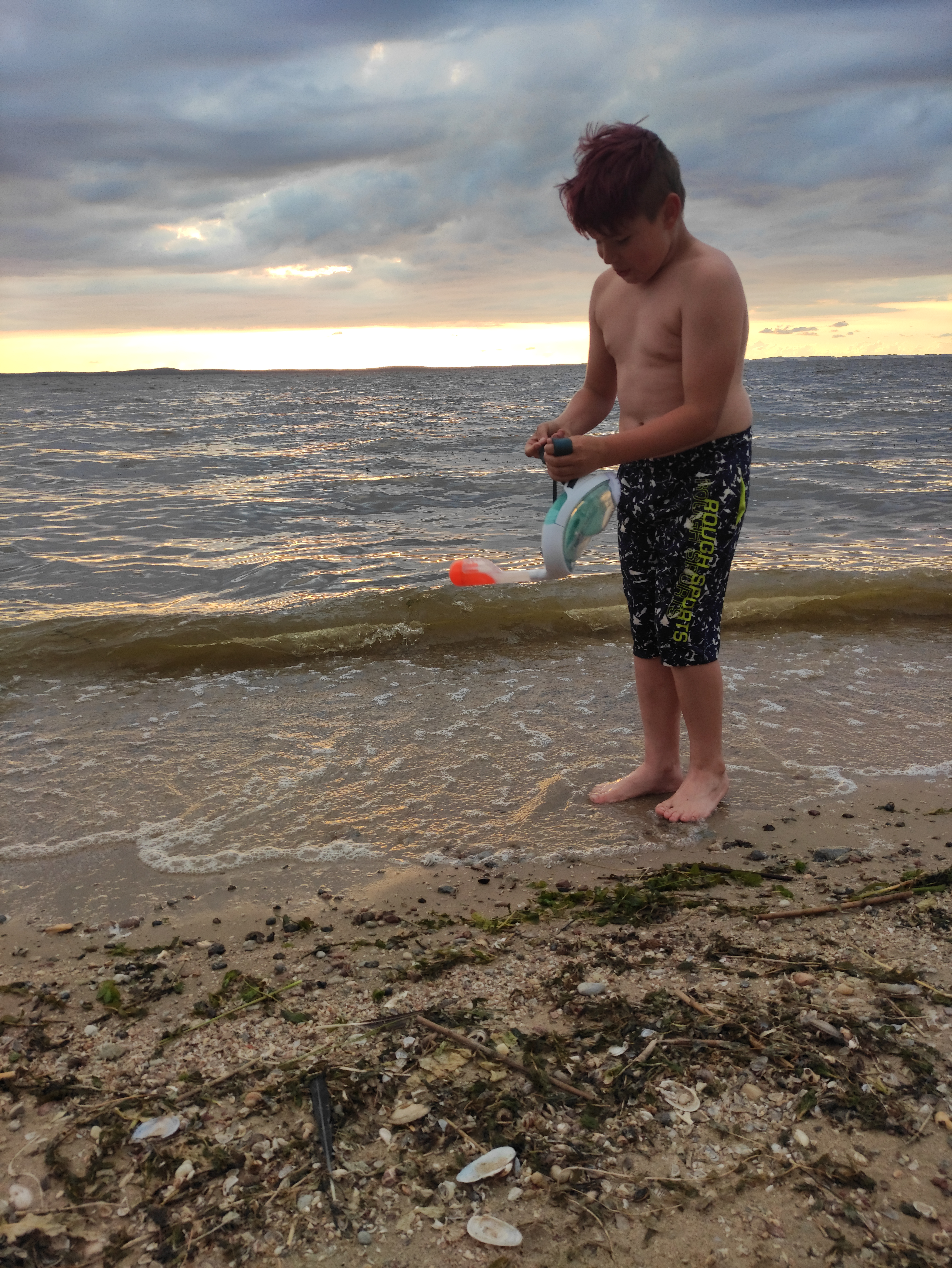
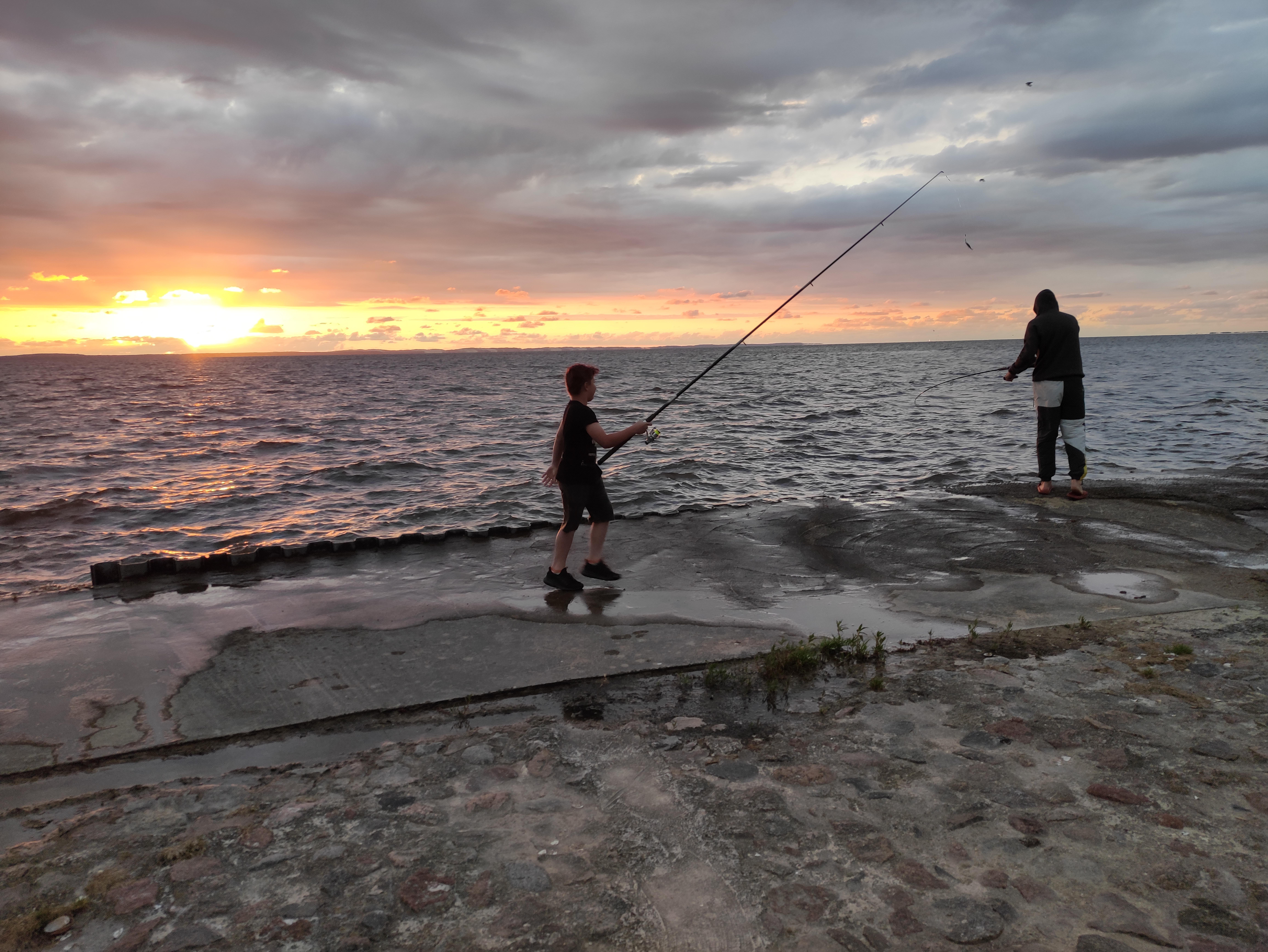
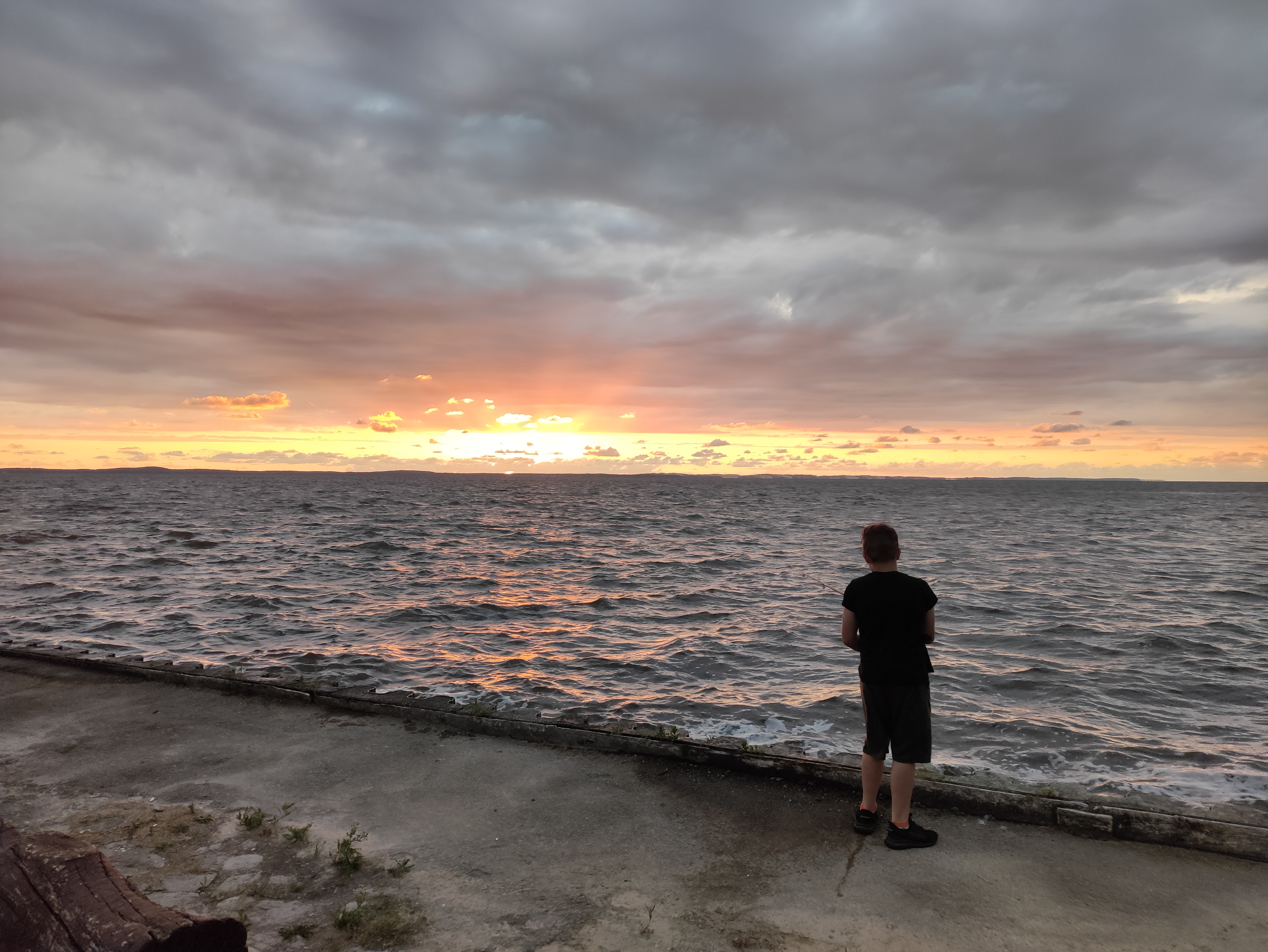

Ventainė v zimě
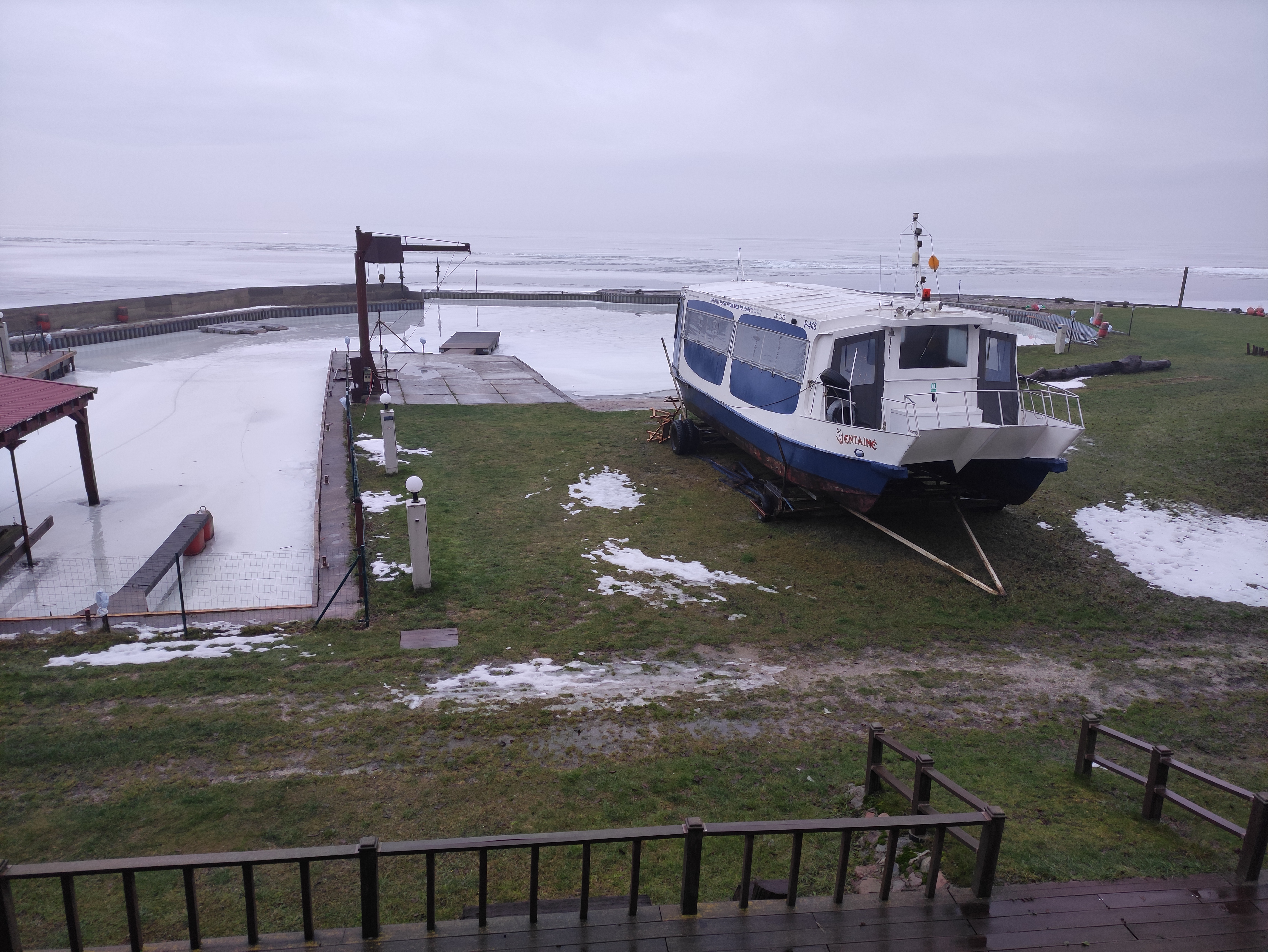
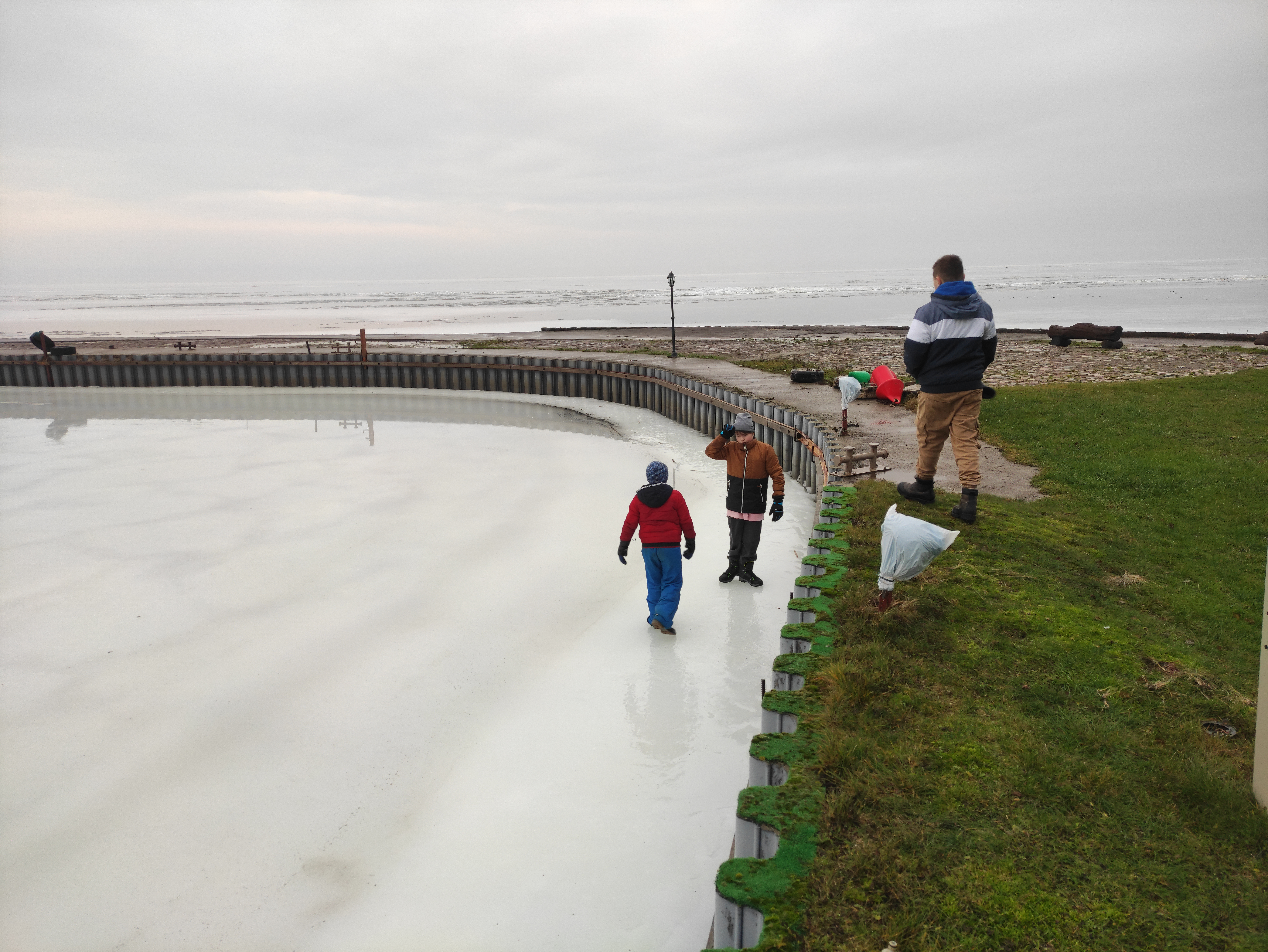
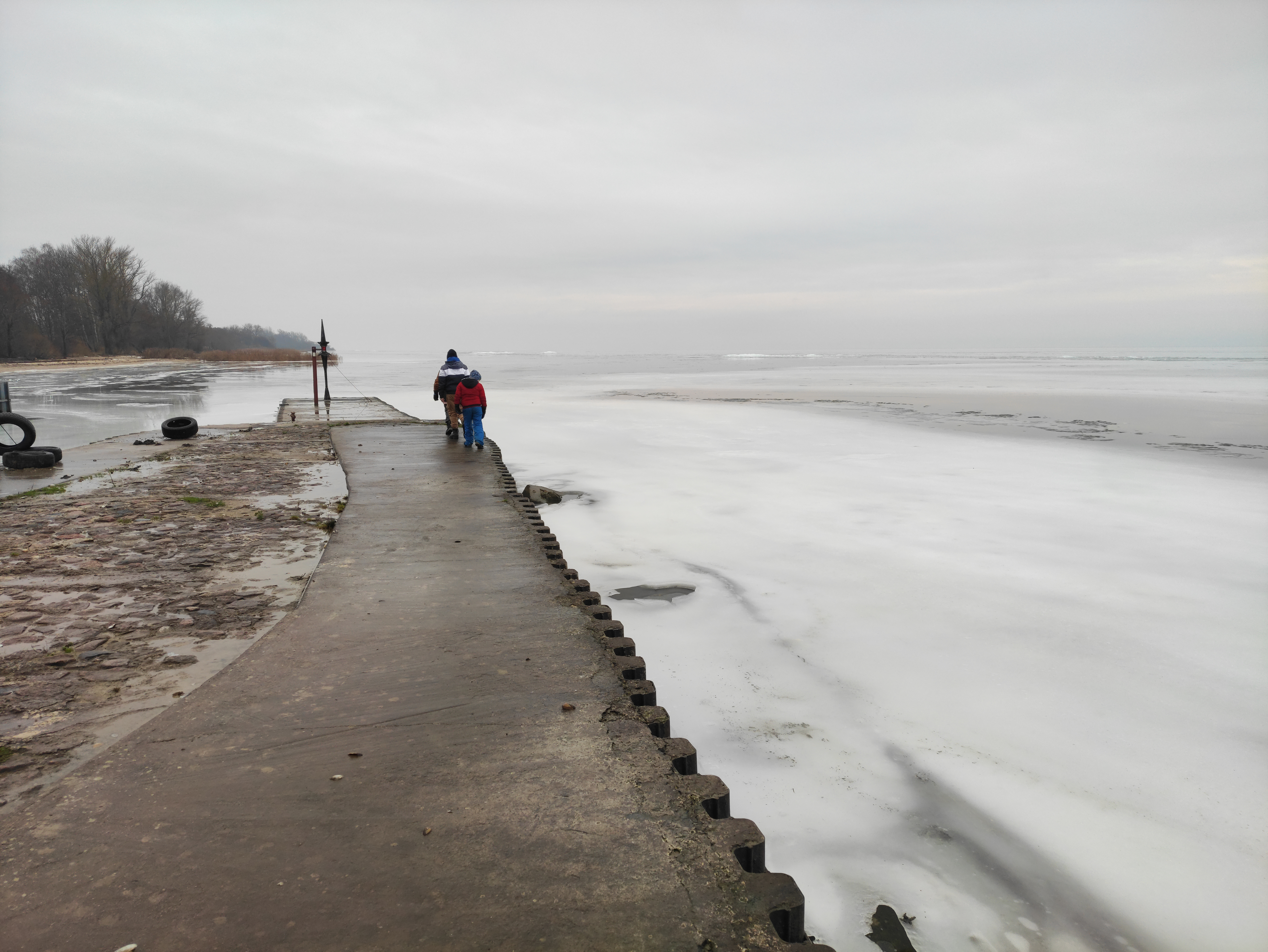